# Yuma Nakayama
Yuma Nakayama (中山優馬, Nakayama Yūma; prefectura d'Osaka, 13 de gener de 1994) és un idol, cantant i actor japonès de l'agència de talents masculins Johnny & Associates. Des de 2009 forma part del grup especial NYC i des de 2012 ha començat a fer llançaments i carrera com a solista, sota la gestió de la discogràfica Johnny's Entertainment.

## Biografia
Oriünd de la zona de Kansai, durant el seu període de Johnny's Jr. va dur a terme un llançament de CD, quan es va donar a conèixer el grup Nakayama Yuma w/ B.I. Shadow el 15 de juliol de 2009 a Tòquio i es va anunciar el llançament del seu CD de debut Akuma na Koi. A més, Nakayama també va entrar a formar part del grup especial NYC Boys, amb els membres de Hey! Say! JUMP, Ryosuke Yamada i Yuri Chinen. Ambdós grups van llançar el single conjuntament: NYC Boys va posar tema al Mundial de Voleibol Femení, i Nakayama Yuma w/B.I. Shadow a la sèrie de televisió Koishite Akuma, protagonitzada per Nakayama.
El 4 d'abril de 2012, va llançar amb NYC el single Wonderful Cupid/Mahou no ·Glass·, el segon títol del qual era una cançó en solitari de Nakayama, tot i anar conjuntament amb NYC, el seu nom també va aparèixer al costat del grup. El mateix any, el 31 d'octubre va treure el seu primer single en solitari, Missing Piece. Dues de les tres cançons incloses van ser utilitzades com a temes d'obertura i de tancament en la sèrie de televisió Piece, que va protagonitzar Nakayama.

## Discografia

### Singles
| Data       | Títol           | Posició a Oricon |
| ---------- | --------------- | ---------------- |
| 31/10/2012 | Missing Piece   | 2a               |
| 02/04/2014 | High Five       | 3a               |
| 10/09/2014 | Get up!         | 4a               |
| 22/04/2015 | YOLO moment     | 4a               |
| 15/07/2015 | Dokoton Got It! | 15a              |

## Sèries de TV
| Any  | Títol                           | Títol (japonès)                   | Paper                               | Cadena    |
| ---- | ------------------------------- | --------------------------------- | ----------------------------------- | --------- |
| 2008 | Battery                         | バッテリー                        | Takumi Harada                       | NHK       |
| 2008 | Samurai Tenkosei                | サムライ転校生                    | Yuta Mifune                         | Kansai TV |
| 2008 | Koishite Akuma ~Vampire Boy~    | 恋して悪魔〜ヴァンパイア☆ボーイ〜 | Ruka Kuromiya                       | Fuji TV   |
| 2010 | Hidarime Tantei EYE             | 左目探偵EYE                       | Masaki Kaito                        | Nihon TV  |
| 2011 | Honto ni Atta Kowai Hanashi     | ほんとにあった怖い話              | Shunsuke Mikami                     | Fuji TV   |
| 2012 | Tsubasa yo! Are ga Koi no Hi da | 翼よ!あれが恋の灯だ               | Satoshi Sano                        | Kansai TV |
| 2012 | Piece                           | Piece                             | Hikaru Narumi                       | Nihon TV  |
| 2013 | Pin to Kona                     | ぴんとこな                        | Ichiya Sawayama Ichiya/Hiroki Hongo | TBS       |
| 2014 | Smoking Gun ~Ketteiteki Shoko~  | SMOKING GUN～決定的証拠～         | Jotaro Matsui                       | Fuji TV   |